# Le Déshabillage impossible
Le Déshabillage imposible, estrenada en los Estados Unidos como Going to Bed Under Difficulties y en el Reino Unido como An Increasing Wardrobe, es un cortometraje francés de comedia muda de 1900, dirigido por Georges Méliès. En la película, un hombre intenta desnudarse para poder dormir.

## Trama
Un hombre en una habitación de hotel quiere dormir por la noche. Se quita el traje (colocándolo en un perchero) y los pantalones (colocándolos en una silla), pero luego se encuentra con un abrigo y un sombrero que han aparecido mágicamente. El hombre se los quita, pero en su lugar aparecen un sombrero nuevo y unos pantalones a cuadros. También se quita estas ropas; este proceso se repite, con el hombre deshaciendo cada adición de ropa con más y más agitación.
El final de la película se pierde; según una descripción de un catálogo contemporáneo, el intento del hombre por desvestirse termina con él rodando por el suelo y sobre la cama, y finalmente colapsando en un ataque epiléptico.

## Producción y lanzamiento
Méliès interpreta al hombre de la película. Se utilizó un efecto de edición llamado empalme de sustitución para la ropa que aparece mágicamente. Un catálogo estadounidense menciona que el final de la película también utiliza la fotografía en cámara rápida como efecto especial; si es así, es la única película conocida de Méliès que lo hace. (Es difícil verificar si se utilizó cámara rápida al final, ya que los últimos segundos parecen faltar en la copia superviviente).
La película fue estrenada por la Star Film Company de Méliès y está numerada como 312–313 en sus catálogos.

## Importancia histórica
Le Déshabillage impossible marca el primer uso de la mordaza visual en la que un personaje, tratando de desvestirse, se ve frustrado por la ropa que aparece mágicamente. La mordaza fue reciclada con frecuencia por estudios rivales durante los años siguientes en una serie de imitaciones cercanas de la película de Méliès, con títulos como Undressing Impossible (1901), Clothes Enchanted (1901), Undressing Extraordinary (1901) y The Inagotable Ropero (1902).
El concepto más amplio en el que se basa la película, el de la ropa en rebelión, había aparecido previamente en la película de Méliès La posada embrujada. El historiador de cine Paolo Cherchi Usai señala que la película evoca el concepto de personalidad dividida, un tema constantemente recurrente en la obra de Méliès:

Méliès, constantemente dividido entre la alegría descarada y el perfeccionismo puro, estaba obsesionado con la idea de identidad múltiple. Era tan consciente de su personalidad multiplicidad que escenificó una parodia reveladora y un tanto inquietante de sí mismo en Going to Bed under Difficulties (1900), en la que trata de desvestirse y dormir mientras aparecen sistemáticamente distintas prendas de diversos estilos, a velocidad creciente, sobre su cuerpo.